# CLDND1
CLDND1‏ (Claudin domain containing 1) هوَ بروتين يُشَفر بواسطة جين CLDND1 في الإنسان.